# フリッジデール
フリッジデール (Frigidaire) は、アメリカ合衆国の主要な家電メーカーの一つ（特に白物家電 (en:home appliance) 製造会社）。現在、スウェーデンに本社を置くエレクトロラックスの子会社。
1919年から1979年までは米国の自動車メーカーであるゼネラルモーターズ傘下であった。

## 歴史
フリッジデールは、「ガーディアン・フリッジレーター・カンパニー（Guardian Frigerator Company）」として米国インディアナ州フォートウェインに創業。初の自立型
冷蔵庫を開発した。これはナサニエル・B・ウェールズ（Nathaniel B. Wales）とアルフレッド・メロウェス（Alfred Mellowes）が1916年に発明したもの。
1918年、ゼネラルモーターズ（GM）創業者のウィリアム・デュラントが個人で会社に投資し、1919年には社名を『フリッジデール』とした。1919年から1979年までの60年間、フリッジデールはGMの子会社であった。当初はデルコ＝ライト（Delco-Light）の子会社、のち、オハイオ州デイトンに、ひとり立ちし、直接の子会社となった。
1979年、ウェスティンングハウス・エレクトリック・コーポレーション傘下のホワイト・コンソリデーテッド・インダストリーズ（White Consolidated Industries. WCI）に買収された。
1986年以降は、エレクトロラックス傘下である。
フリッジデール社は、以下の冷蔵庫を最初に作ったと表明している。
- 電気式自立型冷蔵庫（electric self-contained refrigerator）
- 家庭用フリーザー（home food freezer）
- 室内用エアコン（room air conditioner）
- 30インチ電気オーブン（30" electric range）
- 家電のカラーコーディネーション（coordinated colors for home appliances）

現在のフリッジデール・ブランドにはケルビネーター、ホワイト＝ウェスティングハウス、タッパン、ギブソンも属している。

## 語法
古い時代のアメリカ人には、特に南部では、フリッジデールとは、ブランド名ではなく、冷蔵庫そのものを指す言葉である。他には『アイスボックス』という言い方もされた。この用法は、米国国外でも見られ、たとえば、ケベック州、フランス、セルビア、ルーマニア、ペルーでも同様に用いられる。